# شینتارو ناکائوکا
ناکائوکا شینتارو ((به ژاپنی: 中岡慎太郎 Nakaoka Shintarō)؛ ۶ مهٔ ۱۸۳۸ – ۱۲ دسامبر ۱۸۶۷) سامورایی اهل ژاپن و در دوران باکوماتسو بود. وی از همراهان ساکاموتو ریوما علیه شوگون‌سالاری توکوگاوا بود. وی برای گفتگو با ریوما به کیوتو سفر کرده بود که در ۱۰ دسامبر ۱۸۶۷ به همراه ریوما ترور شد ریوما همان روز به قتل رسید ولی وی که مجروح شده بود دو روز بعد مرد.